# Родевальд
Родевальде (нем. Rodewald) — община в Германии, в земле Нижняя Саксония.
Входит в состав района Ниэнбург-на-Везере. Подчиняется управлению Штаймбке. Население составляет 2623 человека (на 31 декабря 2010 года). Занимает площадь 60,31 км².
| Год  | Население |
| ---- | --------- |
| 1990 | 2226      |
| 1995 | 2576      |
| 2000 | 2709      |
| 2005 | 2720      |
| 2010 | 2626      |